# Station Gdańsk Nowe Szkoty
Station Gdańsk Nowe Szkoty is een spoorwegstation in de Poolse plaats Gdańsk.